# Туризм в Сахалинской области

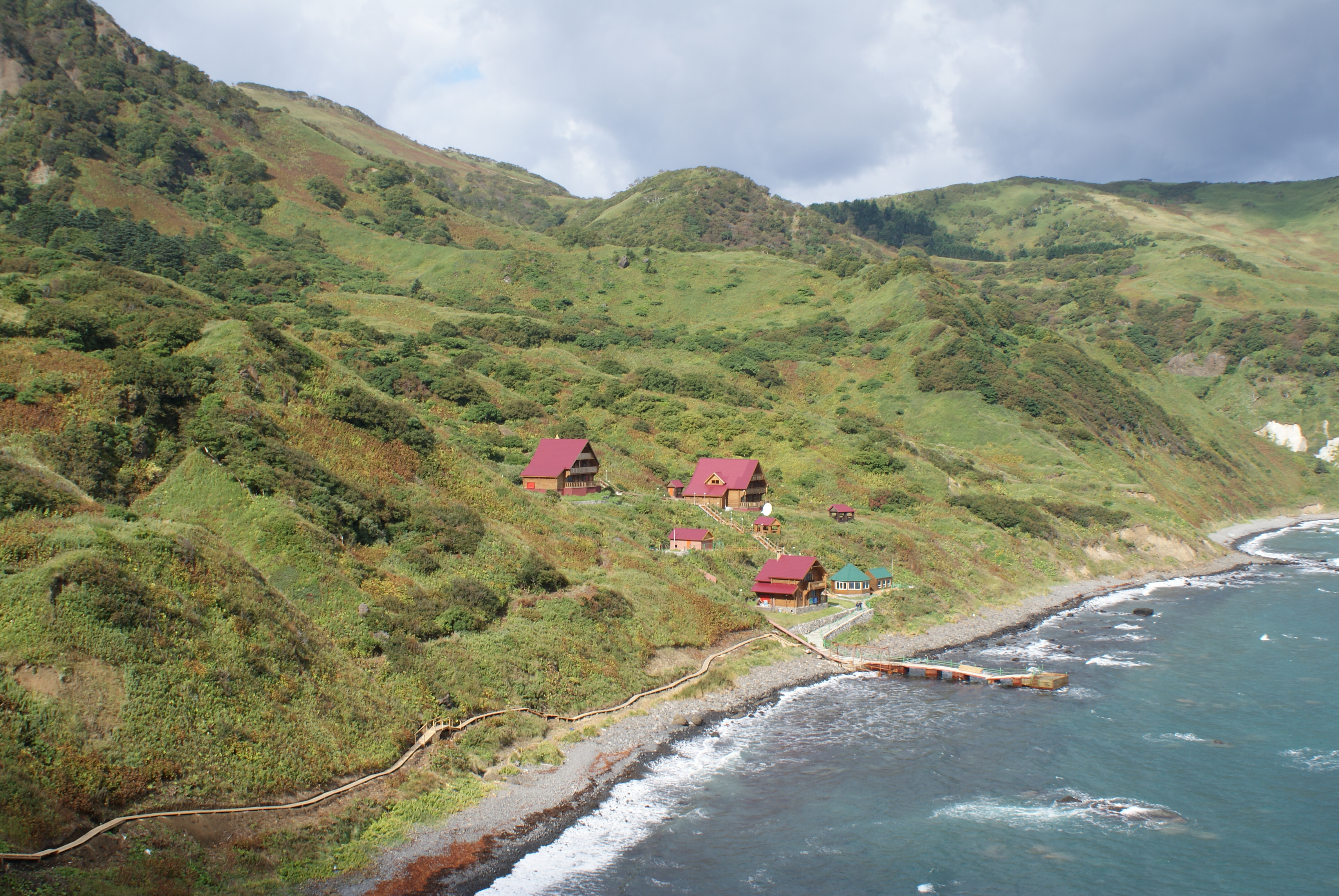
Туристический комплекс на острове Монерон

Туризм в Сахалинской области  - развивающаяся отрасль экономики и неотъемлемая часть социальной инфраструктуры Сахалинской области. Туризм развивается на самом острове Сахалин, находящихся вблизи него островах Монерон и Тюлений и Курильских островах.

## Направления туризма
Сплавы по рекам, рафтинг, восхождения в горы (в частности на пик Чехова), пешеходный туризм, альпинизм, сноуборд, горные лыжи, велотуризм, спелеология, парапланеризм, виндсерфинг, круглогодичная рыбалка, морской каякинг, дайвинг, скалолазание, ледолазание, кайтсёрфинг.

## Достопримечательности

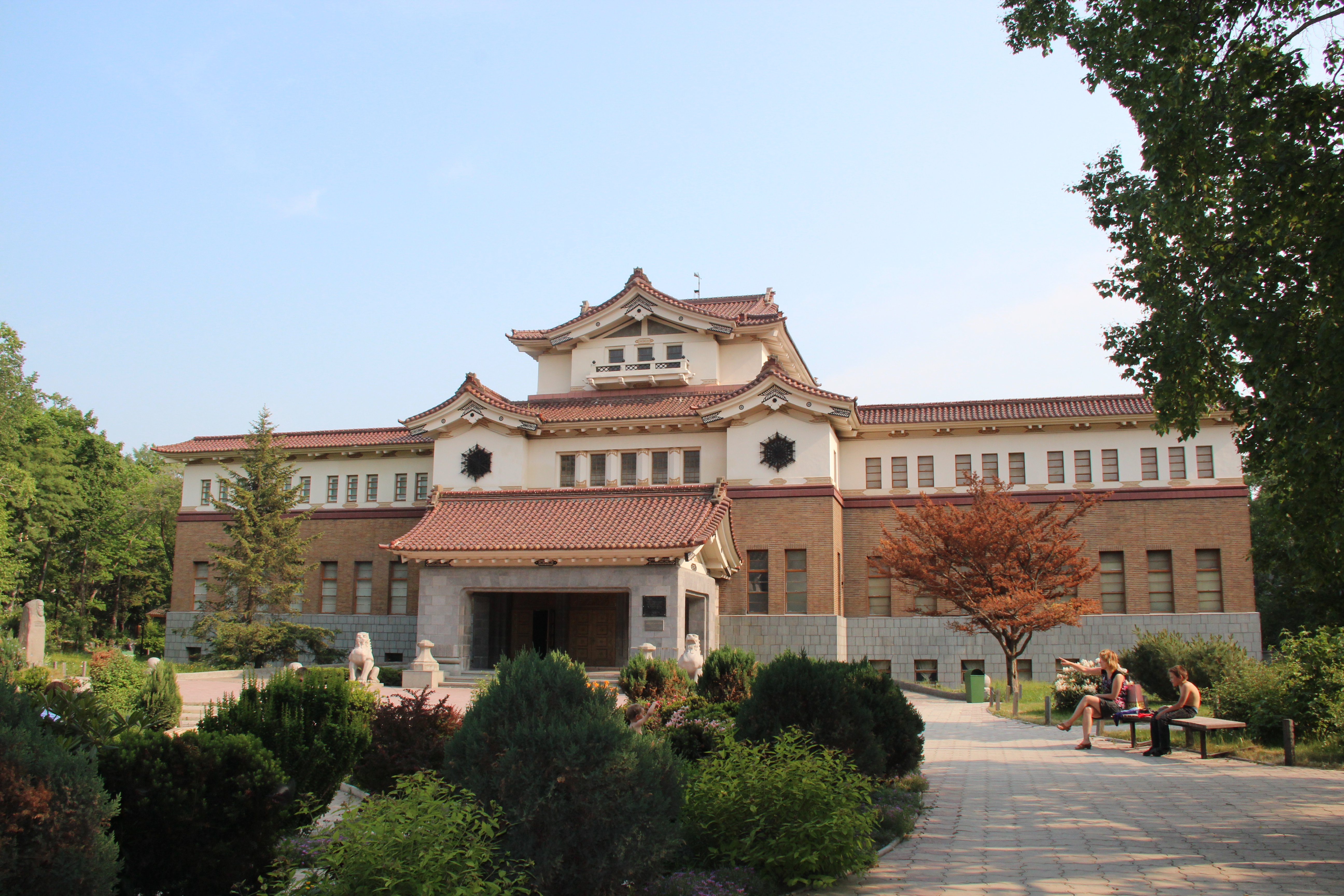
Краеведческий музей в Южно-Сахалинске

### Южно-Сахалинск
- Выставочный зал союза художников России
- Геологический музей
- Музей книги А. П. Чехова
- Сахалинский зооботанический парк
- Музей медведя
- Сахалинский областной краеведческий музей
- Сахалинский областной художественный музей
- Спортивно-курортный комплекс «Горный воздух» (расположен в 3 км от города; в наличии 9 трасс, гондольно-кресельный подъёмник)
- В 20 км к северо-западу от города расположен грязевой вулкан «Южно-Сахалинский»
- Останец «Лягушка»

### Районы
- Холмский муниципальный естественнонаучный музей
- Санаторий «Синегорские минеральные воды»
- Лечебные грязи в посёлке Горячие Ключи
- Остатки японских сооружений, зданий, храмов периода Карафуто

#### Дайвинг
Литораль и сублитораль, годные для дайвинга, занимают 50-150 м вокруг различных островов. Среди них популярны места:
- Остров Монерон, где, благодаря Цусимскому течению можно наблюдать тропическую подводную фауну
- Посёлок Пригородное
- Невельск для погружения с морскими львами
- Первая Падь (яхт-клуб)

#### Пляжный туризм
- Анивский пляж и пляж в Пригородном, в зал. Анива
- Пляж в Яблочном на Японском море
- Пляж в Охотском на Охотском море

#### Александровск-Сахалинский
- Острова Три брата, расположенные вблизи города.

#### Курилы
- Остров Шикотан (мыс Край Света, магнолия, тис, дикий виноград)
- Остров Кунашир (кальдера вулкана Головнина, вулканы Тятя и Менделеева, лечебные грязи и фумаролы)
- Остров Итуруп (12 действующих вулканов, кальдера Медвежья, термальные болота, фумаролы, 141-метровый водопад Илья Муромец)

## Инфраструктура
На 2018 году на территории Сахалинской области действовало 80 туристических компаний, в том числе 18 туроператоров, предлагавших более 80 туристических маршрутов. 113 средств размещения, в том числе 77 гостиниц, способны одновременно принять 6 тысяч туристов. Общий номерной фонд составил две с половиной тысячи номеров при средней заполняемости около 60 %. 24 гостиницы имеют официальную «звездность».

## Статистика
55 % от общего турпотока — это выезд островитян за границу, 32 % — турпоездки по стране, и 13 % — въездной туризм.
Вклад туризма в ВРП составляет менее 1%. В 2018 году объем налогов, поступивших в бюджет области от гостиничного бизнеса, составил 236,7 млн рублей, от предприятий в сфере туризма — более 30 млн рублей (на 1 декабря 2018 года), объем платных туристических услуг составил 584,3 млн рублей.
За 2018 год область посетили около 285 тысяч туристов.
По данным статистики области, основную долю составляет выездной туризм в такие страны, как Китай, Япония, Таиланд, туры по всей России — Москва, Санкт-Петербург, Приморский и Краснодарский края. Въездной туризм представлен туристскими потоками из Европы и стран Азиатско-Тихоокеанского региона, больший процент (90 %) которых представлен гражданами Японии.

## Японские туристы
За последние годы 85-95 % въезжающих иностранных туристов составляют граждане Японии. Их интересуют экскурсионно-познавательный, экологический, рыболовный и ностальгический туризм.
Привлечение японских туристов в страну зависит от множества различных факторов: экономических, политических, экологических и связанных с проблемой безопасности и уровнем развития сервисных услуг. Это, прежде всего, качество обслуживания иностранных туристов в гостиницах, на транспорте, туристско-экскурсионных предприятиях и культурно-развлекательных учреждениях, уровень информационного обслуживания и пр. Японские туристы требуют высокого уровня комфорта от мест размещения, транспорта, информационных служб, не уступающего японскому. Кроме того, японцы считаются весьма специфическими туристами с точки зрения особенностей питания, обычаев, весьма чувствительны к вопросам безопасности и санитарии, поэтому их прием должен быть заранее подготовлен. Как констатируют японские эксперты по туризму, в настоящее время связи в области туризма между Японией и Россией вступают в качественно новую фазу. В последнее время активизировался безвизовый обмен с Хоккайдо, что, в свою очередь, может поспособствовать развитию туристических связей между Японией и Сахалинской областью. Также этому способствует социально-экономическая обстановка, которая сложилась на сегодняшний момент. Японцы стали значительно меньше выезжать в США и арабские страны, в 2003 году − в Гонконг и государства Юго-Восточной Азии. На фоне других стран Россия рассматривается как безопасная страна, особенно, это касается Дальнего Востока. В настоящее время в Россию из Японии выезжает примерно 0,5 % от общего выездного туристского потока страны. Учитывая, что Россия  -  ближайший сосед Японии, эта цифра достаточно несущественна.